# Даут, Джон
Джо́н Се́сил Да́ут (англ. John Cecil Dauth; род. 9 апреля 1947, Брисбен, Австралия) — австралийский государственный служащий и дипломат. Постоянный представитель Австралии при Организации Объединённых Наций с 2001 по 2006 год. Верховный комиссар Австралии в Новой Зеландии с 2006 по 2008 год и Великобритании с 2008 по 2013 год. Лейтенант Королевского Викторианского ордена (1980). Офицер ордена Австралии (2011).

## Биография
Родился 9 апреля 1947 года в Брисбене. Окончил университет Сиднея со степенью бакалавра искусств. В 1969 году поступил на государственную службу в Департамент иностранных дел Австралии.
В 1970—1972 годах служил вторым секретарём посольства Австралии в Нигерии. В 1974—1975 годах руководил группой студентов в Бёргман-колледже Австралийского национального университета. В 1974—1976 годах служил первым секретарём посольства Австралии в Пакистане. С 1977 по 1980 год в Букингемском дворце работал в пресс-службе королевского двора в качестве помощника пресс-секретаря королевы Елизаветы II и пресс-секретаря принца Уэльского.
В 1980—1982 год был главой Содружества и секции разносторонних организаций. Исполнял обязанности временного поверенного в делах Австралии в Иране с 1983 по 1985 год. Служил генеральным консулом Австралии в Новой Каледонии с 1986 по 1987 год. Однако был объявлен нежелательной персоной правительством Франции, за слишком большую близость к движению за независимость этого региона. В 1987—1989 годах служил заместителем секретаря отдела по связям с общественностью. В 1989—1991 годах возглавлял отдел кадров министерства иностранных дел Австралии. Первый заместитель секретаря отдела по международной безопасности с 1991 по 1993 год. В 1993 году был назначен верховным комиссаром Австралии в Малайзии и занимал этот пост до 1996 года. В 1996—1998 годах служил первым заместителем секретаря отдела по Южной и Юго-Восточной Азии. С 1998 по 2001 год был заместителем секретаря Департамента иностранных дел и торговли.
В 2001—2006 годах служил постоянным представителем Австралии при Организации Объединенных Наций. В 2006—2008 годах был верховным комиссаром Австралии в Новой Зеландии. В 2008 году премьер-министр Австралии, Кевин Радд, назначил его верховным комиссаром Австралии в Великобритании. Майк Ранн сменил его на этом посту 1 февраля 2013 года.

## Личная жизнь
Джон Даут — открытый гомосексуал и состоит в отношениях со своим партнером, Ричардом Глинном.

## Награды
- 1980: Лейтенант Королевского Викторианского ордена (LVO), за службу в качестве австралийского пресс-секретаря при королеве Елизавете II во время её визита в Австралию в 1980 году[7]
- 2011: Офицер ордена Австралии (AO), за выдающиеся заслуги в международных отношениях за счёт развития дипломатических, торговых и культурных связей Австралии, особенно с Великобританией и Новой Зеландией, а также за счёт вклада в работу Организации Объединенных Наций[8].